# Giorgi Elizbarashvili
Pas d'image ? Cliquez ici

a Compétitions nationales et continentales officielles uniquement.

b Matchs officiels uniquement.
Dernière mise à jour le 27 janvier 2025.
Giorgi Elizbarashvili (en géorgien : გიორგი ელიზბარაშვილი), né le 21 janvier 1984 à Tbilissi, est un joueur de rugby à XV géorgien. Il joue en équipe de Géorgie et évolue au poste d'ailier au TSU Lomebi durant sa carrière.

## Carrière

### En équipe nationale
Il obtient sa première cape internationale le 13 octobre 2002, à l’occasion d’un match contre l'équipe de Russie. Il joue son dernier match avec la Géorgie contre l'équipe d'Irlande A, le 14 septembre 2009.

## Palmarès

### En club
Néant

### En équipe nationale
- 18 sélections avec l'Équipe de Géorgie de rugby à XV
- 2 points (1 transformation)
- Sélections par année : 1 en 2002, 1 en 2003, 1 en 2004, 1 en 2005, 7 en 2006, 5 en 2007, 2 en 2009

En coupe du monde :
- 2007 : 2 sélections (Irlande, France)